# Euxoa terminialis
Euxoa terminialis är en fjärilsart som beskrevs av Rothschild 1921. Euxoa terminialis ingår i släktet Euxoa och familjen nattflyn. Inga underarter finns listade i Catalogue of Life.